# Verstärkungsplatte
Die Verstärkungsplatte (engl. Grand Guard) ist eine spätmittelalterliche Schutzwaffe aus Europa.

## Beschreibung
Die Verstärkungsplatte besteht aus Stahl, sie wurde benutzt, um schon vorhandene Feldharnische für das Turnier zu verstärken, um schwere Verletzungen zu vermeiden und einer Beschädigung des Harnischs vorzubeugen. Es gibt verschiedene Versionen dieser Schutzplatte. Die  Verstärkungsplatten deckten linke Schulter, Brust, Hals und Kinn des Trägers ab. Frühere Exemplare schützten das Gesicht nicht. Es gibt Platten dieser Art, die bis in Beckenhöhe herunterreichen. Die Verstärkungsplatten werden mit Kloben an die Brustpanzer angesteckt, oder auch fest miteinander verschraubt. Viele der Platten bestanden auch aus Holz, das mit Knochen oder Eisenplatten beschlagen war. Die  Platten verloren ihre Bedeutung, als man dazu überging, spezielle Harnische (Stech- und Rennzeug) für die spätmittelalterlichen Turniere herzustellen.